# فدراسیون فوتبال نپال
فدراسیون فوتبال نپال نهاد اداره‌کنندهٔ فوتبال در نپال است. این نهاد در سال ۱۹۵۱ پایه‌گذاری شده و اکنون عضو کنفدراسیون فوتبال آسیا است. در حال حاضر ریاست این نهاد بر عهدهٔ گانش تاپا می‌باشد.